# هنري الثالث عشر
هاينريش الثالث عشر (مواليد 4 ديسمبر 1951 في بودينغن) رائد أعمال ألماني في مجال العقارات وأحد أفراد عائلة رويس الحاكمة قديماً. بالإضافة لكونه مهندس، يعيش في فرانكفورت وهو صاحب نزل (صيد ويدمن شيل) وهو قصر ضخم بالقرب من باد لوبنشتاين. ألقي القبض عليه من قبل الشرطة الفيدرالية الألمانية في ديسمبر 2022 بسبب قيادته المزعومة لمؤامرة الانقلاب الألمانية عام 2022.

## القبض عليه بتهمة الإنقلاب
قُبض على هاينريش الثالث عشر و24 شخص تواطئوا معه على القيام بانقلاب كبير في صباح 7 ديسمبر، 2022. كان من المخطط أن يطيح هؤلاء بالحكومة الحالية وتنصيبه حاكماً للدولة حسب وسائل الإعلام الألمانية، بالإضافة إلى أن بعد التحقيق مع المقبوض عليهم تبين أن من بينهم مواطن روسي مشتبه بكونه وسيط بين هنري الثالث عشر والسفارة الروسية.